# Brixia Tour 2006
Die 6. Brixia Tour ist ein Rad-Etappenrennen, dass vom 20. Juli bis 23. Juni 2006 stattfand. Es wurde in vier Etappen über eine Distanz von 671,8 Kilometern ausgetragen. Das Rennen zählte zur UCI Europe Tour 2006, Kategorie 2.1.
Es nahmen 18 Mannschaften teil: Davitamon-Lotto, Team Gerolsteiner, Lampre-Fondital, Liquigas-Bianchi, Team Milram (UCI ProTeams); Acqua & Sapone, Ceramica Panaria, Miche, Naturino-Sapore di Mare, Team L.P.R., Tenax, Team Barloworld, Unibet.com (Professional Continental Teams); Ceramica Flaminia, Androni Giocattoli-3C Casalinghi, Universal Caffè, Selle Italia-Colombia, Caffé Mokambo (Continental Teams).

## Etappen
| Etappe     | Tag      | Start – Ziel                                | km    | Etappensieger     | Gesamtwertung   |
| ---------- | -------- | ------------------------------------------- | ----- | ----------------- | --------------- |
| 1. Etappe  | 20. Juli | San Vigilio di Concesio – Toscolano-Maderno | 178,8 | Davide Rebellin   | Davide Rebellin |
| 2. Etappe  | 27. Juli | Brescia – Passo Maniva                      | 152   | Félix Cárdenas    | Davide Rebellin |
| 3a. Etappe | 28. Juli | Pisogne – Darfo Boario Terme                | 101,8 | Danilo Napolitano | Davide Rebellin |
| 3b. Etappe | 3. Juni  | Pian Camuno – Saviore dell'Adamello         | 63,3  | Giuliano Figueras | Davide Rebellin |
| 4. Etappe  | 4. Juni  | Bresciano – Palazzolo sull'Oglio            | 177,9 | Paride Grillo     | Davide Rebellin |